# Пареница
Пареница (словац. Parenica) — традиционный словацкий овечий сыр. В отличие от оштьепка, пареница формируется в виде лент, которые потом выдерживаются в солёной воде и сматываются в тугой клубок. Пареницы бывают копчёные и некопчёные. Жирность около 22 %. Приблизительно такой же технологией вырабатывается другой известный словацкий сыр — корбачик.